# 灰楸
灰楸（学名：Catalpa fargesii）为紫葳科梓属的植物，为中国的特有植物。分布于中国大陆的云南、陕西、湖南、山东、河北、湖北、广东、广西、贵州、甘肃、四川、河南等地，生长于海拔700米至2,500米的地区，多生长于村庄边以及山谷中，目前尚未由人工引种栽培。

## 别名
川楸（云南植物志）

## 异名
- Catalpa fargesii Bur. f. duclouxii (Dode) Gilmour